# Emma Weiß
Emma Weiß (Albstadt, 22 gennaio 2000) è una sciatrice freestyle tedesca, specialista nei salti.

## Biografia
Specialista dei salti e attiva a livello internazionale dal marzo 2015, la Weiß ha esordito in Coppa del Mondo il 16 dicembre 2017 giungendo 20ª a Secret Garden e ha ottenuto il suo primo podio il 4 dicembre 2020 a Ruka, classificandosi 2ª nella gara vinta dall'australiana Laura Peel. Ha preso parte a una rassegna olimpica e due rassegne iridate.

## Palmarès

### Coppa del Mondo
- Miglior piazzamento nella Coppa del Mondo di salti: 5ª nel 2021
- 1 podio:
  - 1 secondo posto